# سهیل اصغرزاد
سهیل اصغرزاد فیّاض (زاده ۲۳ دی ۱۳۷۱، انزلی) بازیکن فوتبال اهل ایران است که برای باشگاه فوتبال استقلال تهران در لیگ برتر فوتبال ایران و در پست‌هافبک توپ می‌زند.
وی سابقه بازی در تیم‌های پایه ملوان
بزرگسالان ملوان و گهر دورودو استقلال تهران نیز در کارنامه دارد.